# Antiterrordatei
Antiterrordatei ist eine beim Bundeskriminalamt (BKA) zur Aufklärung oder Bekämpfung des internationalen Terrorismus mit Bezug zur Bundesrepublik Deutschland von den beteiligten Sicherheitsbehörden geführte gemeinsame standardisierte zentrale Datei. Rechtsgrundlage ist das Antiterrordateigesetz vom 22. Dezember 2006 (ATDG).
An der gemeinsamen Datenbank sind außer dem BKA die in der Rechtsverordnung nach § 58 Abs. 1 des Bundespolizeigesetzes bestimmten Bundespolizeibehörden, die Landeskriminalämter, die Verfassungsschutzbehörden des Bundes und der Länder, der Militärische Abschirmdienst (MAD), der Bundesnachrichtendienst (BND) und das Zollkriminalamt beteiligt (§ 1 ATDG).
Die Datei ist mit dem Geheimhaltungsgrad GEHEIM eingestuft. Die Hardware für diese Datei (Datenbankserver) ist beim BKA installiert. Die anderen Dienststellen greifen über SINA-Boxen und SINA-Thin-Clients auf die Datei zu.
Der Begriff Antiterrordatei ist ein politisches Schlagwort. Er kam auf infolge verschiedener muslimisch-fundamentalistisch motivierter Anschläge sowohl in den USA als auch in Europa und wurde nach den Terroranschlägen am 7. Juli 2005 in London in Deutschland diskutiert. Allgemeiner bezeichnet man solche Dateien, die Datensammlungsmethoden und die Zugriffsrechte als Fusion Center.

## Rechtspolitik
Nach den versuchten Bombenanschlägen vom 31. Juli 2006 unterstützt die Ständige Konferenz der Innenminister und -senatoren der Länder (IMK) den damaligen Bundesinnenminister Wolfgang Schäuble in seinen Bestrebungen, einen Gesetzentwurf zur Errichtung einer Antiterrordatei vorzulegen. In ihrer 181. Sitzung vom 4. September 2006 befürwortete die IMK, neben den Grunddaten, die zur Identifizierung einer Person erforderlich sind, auch solche weitere Daten zu erfassen, die eine zuverlässige Gefährdungseinschätzung durch die Sicherheitsbehörden ermöglichen wie
- die Zugehörigkeit zu terroristischen Vereinigungen
- Waffenbesitz
- Telekommunikations- und Internetdaten
- Bankverbindungen und Schließfächer
- Schul- und Berufsausbildung – Arbeitsstelle
- Familienstand – Religionszugehörigkeit
- Verlust von Ausweispapieren
- Reisebewegungen und bekannte Aufenthalte an Orten mit terroristischem Hintergrund (bspw. Ausbildungslagern)[2]

Am 22. September 2006 legte die Bundesregierung einen Gesetzentwurf vor, der am 22. Dezember 2006 als Artikel 1 des Gemeinsame-Dateien-Gesetzes beschlossen und verkündet wurde. Damit sollte die Gewinnung und der Austausch von personenbezogenen Daten der Sicherheitsbehörden von Bund und Ländern effektiver gestaltet und bewährte Formen der Zusammenarbeit ergänzt werden.
Die Einführung der Datei wurde mit den Stimmen der Großen Koalition (CDU/CSU und SPD) beschlossen. Alle Oppositionsparteien (Grüne, FDP, Linkspartei.PDS) stimmten dagegen. Während der Bundesdatenschutzbeauftragte Peter Schaar und der Deutsche Anwaltsverein ablehnten, weil zu viele Daten aus dem Umfeld Betroffener gesammelt werden und das Trennungsgebot zwischen Polizei und Nachrichtendiensten verletzt wird, begrüßte die Deutsche Polizeigewerkschaft den Beschluss. Der Grüne Abgeordnete Wolfgang Wieland sagte in der Debatte, das Gesetz atme „den Geist des Überwachungsstaates.“ Eine ähnliche Begründung lieferte die Jury zur Verleihung der Big Brother Awards 2006 an die Bundes-Innenministerkonferenz für ihren Beschluss vom 4. September 2006 zum Aufbau der Antiterrordatei.

## Inhalt

### Zu speichernde Datenarten
Die zu speichernden Datenarten werden in § 3 ATDG näher bezeichnet.
Mit Verwaltungsvorschrift vom 3. Juli 2015 hat das BKA nach § 3 Abs. 4 ATDG zur Volks- und Religionszugehörigkeit, besonderen Fähigkeiten, gegenwärtigen oder früheren Tätigkeiten sowie von der betreffenden Person besuchten Orten nähere Kriterien und Kategorien festgelegt.
Bei der Antiterrordatei unterscheidet man zwischen offener und verdeckter Speicherung. Trifft eine Suchanfrage auf einen in offener Speicherung angelegten Datensatz, so wird dieser dem Anfragenden angezeigt. Trifft eine Suchanfrage auf einen in verdeckter Speicherung angelegten Datensatz, dann bekommt der Anfragende eine Negativ-Auskunft. Stattdessen bekommt die speichernde Dienststelle eine Information über diesen Treffer und kann in eigener Zuständigkeit entscheiden, ob sie mit der anfragenden Stelle Kontakt aufnimmt. Es wird vermutet, dass die Polizeidienststellen im Regelfall offene Speicherung, die Geheimdienste im Regelfall die verdeckte Speicherung anwenden werden.

### Erweiterte Indexdatei
Die Antiterrordatei ist als erweiterte Indexdatei beschlossen. Die Indexdatei beinhaltet lediglich eine Übersicht – einen Index – über Daten, die wiederum in anderen Datenbanken gespeichert sind, also nicht die Daten selbst. Im Unterschied dazu enthält eine Volltextdatei sämtliche Daten aller polizeilichen und geheimdienstlichen Datenbanken. Der Zugriff auf Daten aller Ermittlungsbehörden und Nachrichtendienste (Volltextdatei) ist nur auf Anfrage möglich, in eiligen Fällen gibt es jedoch einen Sofortzugriff.
Bundesinnenminister Wolfgang Schäuble forderte, dass in der Antiterrordatei auch Informationen über die Religionszugehörigkeit und berufliche Kenntnisse gespeichert werden.

### Datenumfang und Kosten
Am Bekanntgabetag der Basisversion der Antiterrordatei am 30. März 2007, einen Monat nach dem Start derselben, befanden sich bereits 15.000 Dateien verteilt auf 334 Datenbankdateien und 511 Protokolldateien bei rund 13.000 erfassten Personen in der Datenbank. Der Großteil der verdateten Personen gilt als unbedenklich – dagegen wird nur ein kleiner Teil als „akuter Gefährder“ vermerkt. Mehr als drei Viertel der Verdächtigten davon sollen nicht in Deutschland leben. Laut Schätzungen im Gesetzesentwurf vom 16. Oktober 2006 liegen allein die finanziellen Einführungskosten bei 15,3 Millionen Euro und der jährlich laufende Betrieb bei 6,4 Millionen Euro. Zuvor bezifferte das überregional erscheinende Magazin Focus die Einführungskosten laut heise online dagegen auf 50 Millionen Euro. Am 30. März gab die Datenschutzbeauftragte von Nordrhein-Westfalen, Bettina Sokol, bekannt, dass sich derzeit die jährlichen Kosten allein für die technische Sicherung der Datenbank für dieses Bundesland auf 380.000 Euro belaufen. Schäuble gab am gleichen Tag bekannt, dass sich die Kosten, entgegen den niedrigeren Angaben des Gesetzesentwurfes, auf jährlich 5,4 Millionen Euro beim Bund und weitere 3,0 Millionen bei den Ländern belaufen. Mit Stand vom 6. Juni 2011 beläuft sich die Gesamtzahl der in der Antiterrordatei gespeicherten Personensätze auf 18.280, wobei die Zahl der gespeicherten Personen niedriger ist, da einzelne Personen von verschiedenen Behörden gespeichert worden sein können.

## Entscheidung des Bundesverfassungsgerichts
Nach der Klage eines ehemaligen Richters prüfte seit dem 6. November 2012 das Bundesverfassungsgericht, ob die Antiterrordatei mit dem Grundgesetz vereinbar ist. Der Kläger kritisierte u. a. eine mögliche Vermengung der Informationen von Geheimdiensten und Polizei sowie die unbestimmte Formulierung des Gesetzes. Dadurch könnten auch unbescholtene Bürger ohne ihr Wissen in der Datei erfasst werden. Die Überprüfung wurde u. a. von der Gewerkschaft der Polizei begrüßt.
Das am 24. April 2013 ergangene Urteil hielt die Errichtung einer Antiterrordatei als Verbunddatei verschiedener Sicherheitsbehörden als in ihren Grundstrukturen mit der Verfassung für vereinbar. Aus den Grundrechten folge jedoch ein informationelles Trennungsprinzip, das den Austausch von Daten der Polizeibehörden und Nachrichtendienste nur ausnahmsweise zulasse. Das ATDG genüge dem nicht vollständig, nämlich hinsichtlich der Bestimmung der beteiligten Behörden, der Reichweite der als terrorismusnah erfassten Personen, der Einbeziehung von Kontaktpersonen, der Nutzung von verdeckt bereitgestellten erweiterten Grunddaten, der Konkretisierungsbefugnis der Sicherheitsbehörden für die zu speichernden Daten und der Gewährleistung einer wirksamen Aufsicht. Die uneingeschränkte Einbeziehung von Daten in die Antiterrordatei, die durch Eingriffe in das Brief- und Fernmeldegeheimnis und das Recht auf Unverletzlichkeit der Wohnung erhoben wurden, verletze Art. 10 Abs. 1 und Art. 13 Abs. 1 GG.
Für die beanstandeten Regelungen sah das Gericht eine Übergangsfrist bis zum 31. Dezember 2014 vor. Die Vorgaben des Bundesverfassungsgerichts wurden dann mit Gesetz vom 18. Dezember 2014 zum 1. Januar 2015 sowohl im Antiterrordateigesetz als auch im Rechtsextremismus-Datei-Gesetz vom Bundestag umgesetzt.